# Paul Gubitz
Paul Gubitz (Suhl, 23 maggio 1999) è uno slittinista tedesco, vincitore di due titoli iridati -uno nel doppio ed uno nella gara a squadre-.

## Biografia

### Carriera sportiva

#### Stagioni 2015-2019

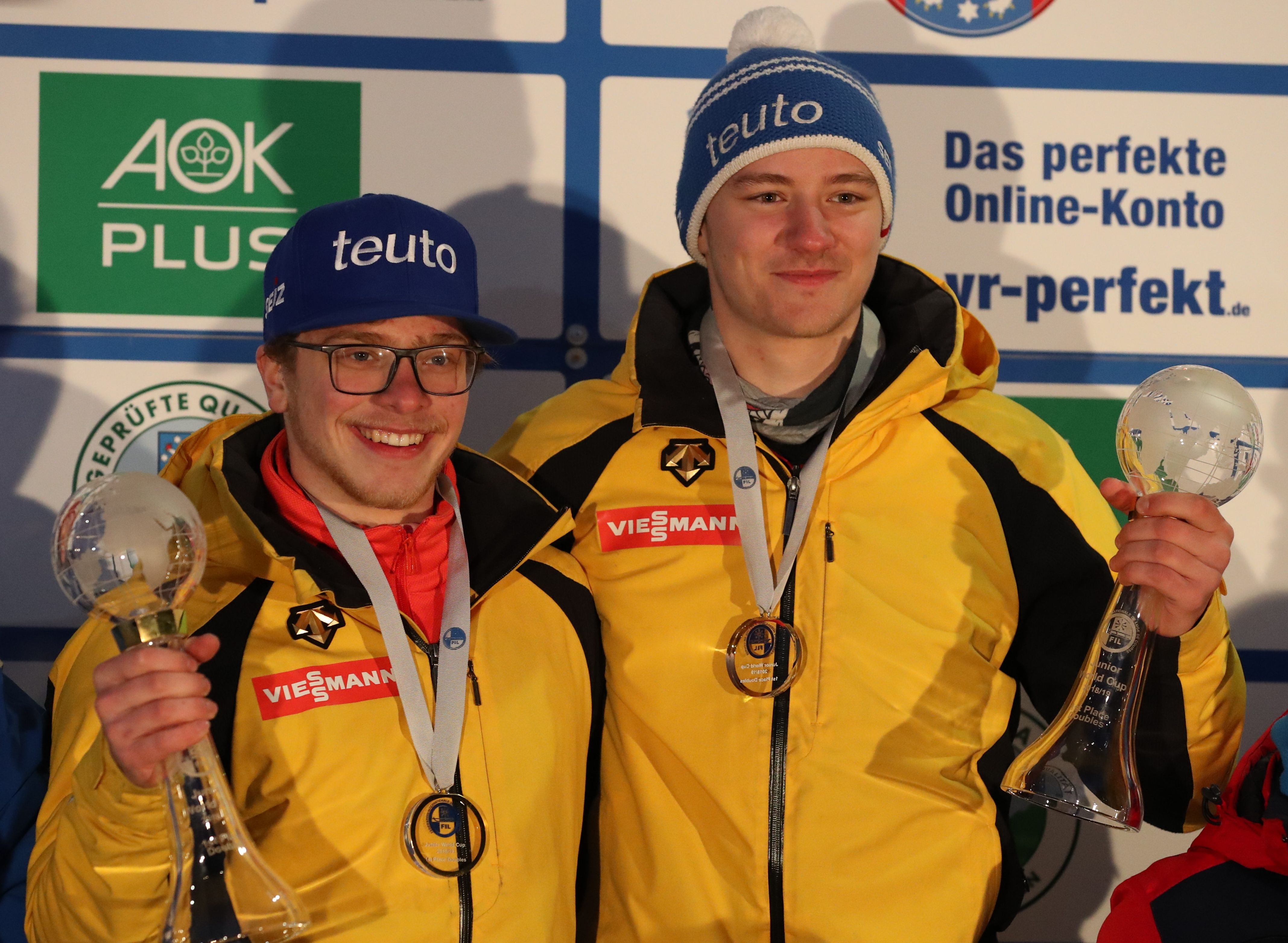
Gubitz (a sinistra) e Orlamünder con il trofeo per la vittoria della Coppa del Mondo juniores 2018/19.

Iniziò a gareggiare per la nazionale tedesca nel doppio nella categoria giovani nel 2015 in coppia con Hannes Orlamünder, prendendo parte alle ultime tre tappe della Coppa del Mondo 2014/15 terminata in quinta posizione; l'anno successivo, pur essendo nei limiti previsti per poter competere in quella stessa classe di età, gareggiò in quella junior, chiudendo nuovamente al quinto posto finale, ottenne la medaglia di bronzo agli europei juniores di Altenberg 2016 e giunse quinto ai mondiali di categoria di Winterberg 2016; partecipò inoltre ai Giochi olimpici giovanili di Lillehammer 2016 in cui vinse l'argento nel doppio e l'oro nella gara a squadre.
La stagione seguente, sempre tra gli junior, ottenne il terzo posto nella classifica di Coppa del Mondo, vinse il titolo continentale ad Oberhof 2017 sia nella prova a coppie sia nella staffetta e nella rassegna iridata di Sigulda 2017 colse l'oro nel doppio e l'argento nella prova a squadre; nel 2017/18 terminò in seconda posizione nella graduatoria di Coppa, agli europei di Winterberg 2018 non riuscì a portare a termine la gara biposto ed ai mondiali di Altenberg 2018 si aggiudicò il titolo nella gara a squadre ed arrivò secondo nel doppio. L'annata successiva conquistò la vittoria della Coppa del Mondo juniores, le medaglie d'oro continentali nel doppio e nella prova a squadre a Sankt Moritz 2019, nonché quella d'oro nella gara a coppie e quella d'argento nella staffetta ai mondiali di Innsbruck 2019.

#### Stagioni 2020-2022

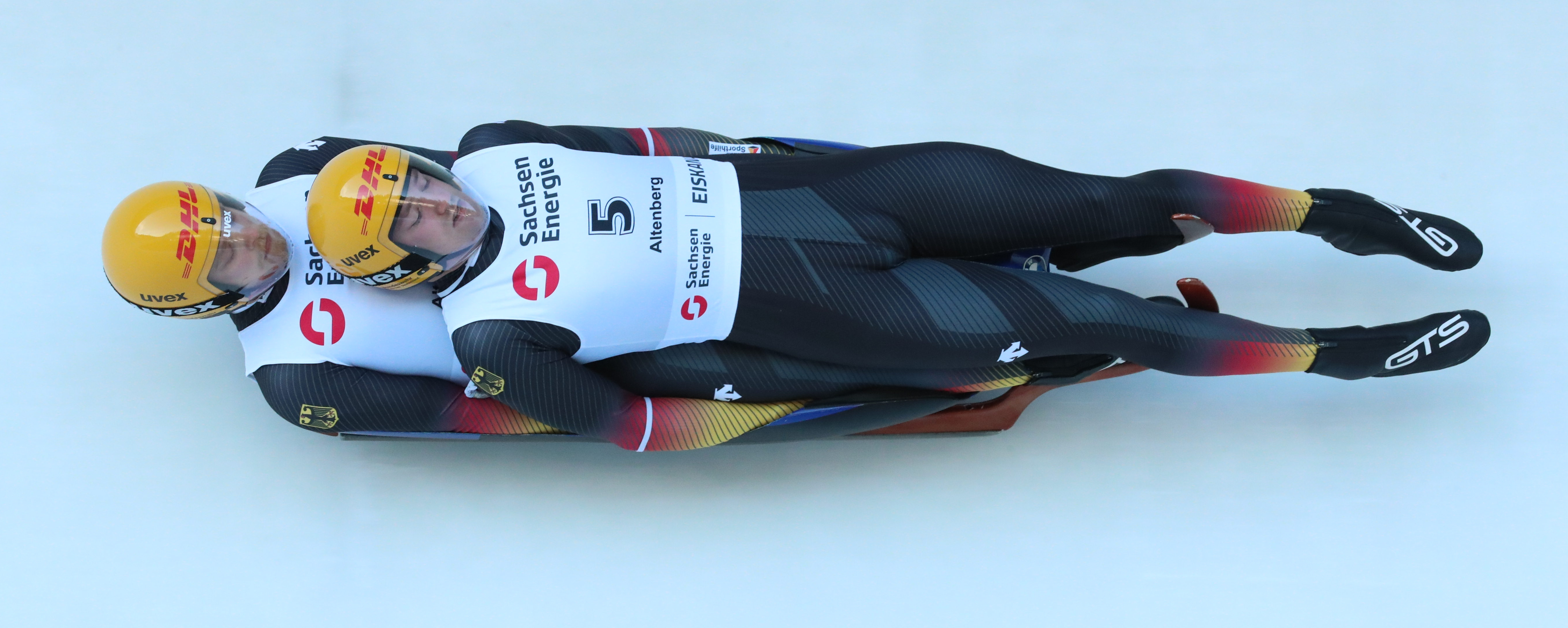
Gubitz (sotto) e Orlamünder in gara ai campionati nazionali di Altenberg 2022.

Concluso il periodo nella categoria juniores, non trovò posto nella formazione tedesca al via della Coppa del Mondo per la stagione 2019/20, e, a livello internazionale, prese parte esclusivamente a tre gare di Nationcup disputatesi in Germania; l'annata seguente venne inserito nella squadra teutonica e fece il suo esordio in Coppa ad Innsbruck il 28 novembre 2020 giungendo undicesimo nel doppio, piazzandosi al quindicesimo posto della graduatoria finale di stagione, in cui però gareggiò solo nella prima parte, venendogli poi preferita la coppia formata da Robin Geueke e David Gamm; partecipò inoltre ai campionati mondiali di Schönau am Königssee 2021 ottenendo il quinto posto nella sprint, il decimo nella prova classica e cogliendo la medaglia d'argento nella speciale classifica riservata agli atleti under 23. Nella stagione successiva non riuscì a qualificarsi per la Coppa del Mondo, disputando unicamente la tappa di Oberhof in cui arrivò in decima posizione, terminando trentunesimo in classifica generale. 

#### Stagioni 2023-2025

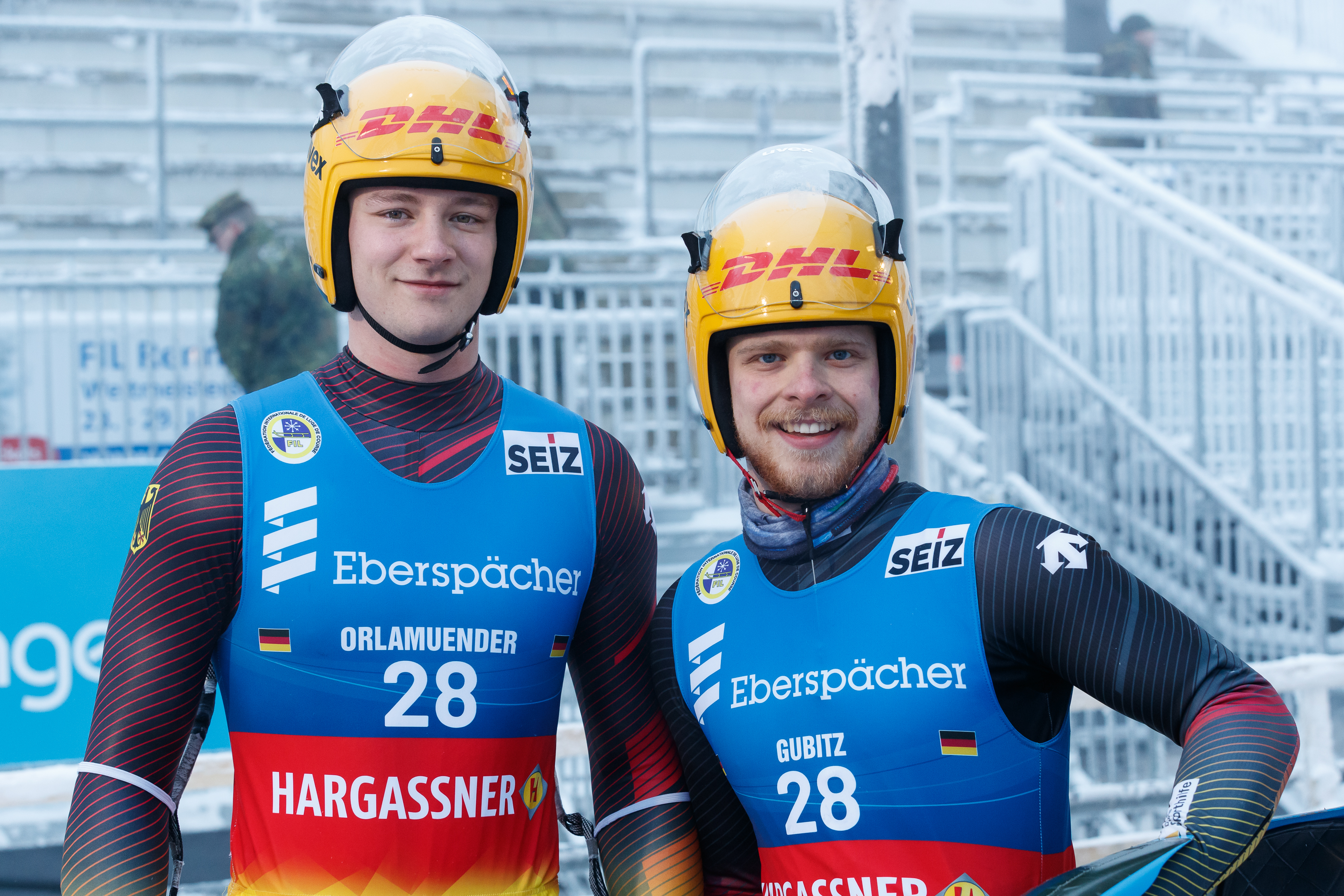
Gubitz (a destra) e Orlamünder ai campionati mondiali di Oberhof 2023.

Nel 2022/23, nonostante la serrata lotta interna per raggiungere il terzo posto nella formazione di Coppa, riuscì a partecipare a tutte le gare della stagione; ottenne il suo primo podio il 4 dicembre 2022 giungendo terzo nel doppio sprint sulla pista di Innsbruck e concluse la classifica generale al quinto posto, colse inoltre la tredicesima piazza ai campionati continentali di Sigulda 2023 ed in quelli iridati di Oberhof 2023 fu nono nel doppio e sesto nella prova sprint. L'annata seguente conquistò la sua prima vittoria l'11 febbraio 2024 nella gara squadre ad Oberhof, ripetendosi una settimana più tardi nella prova del doppio sprint sulla stesso tracciato tedesco; grazie anche agli ulteriori quattro podi raggiunti in stagione terminò in quarta posizione in Coppa, stesso risultato che ottenne anche agli europei di Innsbruck 2024, mentre ai mondiali di Altenberg 2024 giunse sesto nella prova sprint ed ottavo in quella del doppio.
Nella stagione 2024/25, grazie anche alla vittoria e ad un ulteriore podio ottenuti entrambi nelle due tappe di Oberhof, giunse quinto nella graduatoria di Coppa del Mondo, ottenne l'ottava posizione ai campionati continentali di Winterberg 2025 ed in quelli iridati di Whistler 2025 vinse le medaglie d'oro nel doppio e nella gara a squadre e quella d'argento nella neonata specialità della staffetta mista doppio, insieme ad Orlamünder ed alle connazionali Dajana Eitberger e Magdalena Matschina.

## Palmarès

### Mondiali
- 3 medaglie:
  - 2 ori (doppio, gara a squadre a Whistler 2025);
  - 1 argento (staffetta mista doppio a Whistler 2025).

### Mondiali under 23
- 1 medaglia:
  - 1 argento (doppio a Schönau am Königssee 2021).

### Mondiali juniores
- 6 medaglie:
  - 3 ori (doppio a Sigulda 2017; gara a squadre ad Altenberg 2018; doppio ad Innsbruck 2019);
  - 3 argenti (gara a squadre a Sigulda 2017; doppio ad Altenberg 2018; gara a squadre ad Innsbruck 2019).

### Europei juniores
- 5 medaglie:
  - 4 ori (doppio, gara a squadre ad Oberhof 2017; doppio, gara a squadre a Sankt Moritz 2019);
  - 1 bronzo (doppio ad Altenberg 2016).

### Olimpiadi giovanili
- 2 medaglie:
  - 1 oro (gara a squadre a Lillehammer 2016);
  - 1 argento (doppio a Lillehammer 2016).

### Coppa del Mondo
- Miglior piazzamento in classifica generale di Coppa del Mondo nel doppio: 4° nel 2023/24.
- 10 podi (6 nel doppio, 2 nel doppio sprint, 2 nelle gare a squadre):
  - 3 vittorie (1 nel doppio, 1 nel doppio sprint, 1 nelle gare a squadre);
  - 3 secondi posti (2 nel doppio, 1 nelle gare a squadre);
  - 4 terzi posti (3 nel doppio, 1 nel doppio sprint).

#### Coppa del Mondo - vittorie
| Data             | Luogo   | Paese    | Disciplina                                                                                                 |
| ---------------- | ------- | -------- | --- |
| 11 febbraio 2024 | Oberhof | Germania | Gara a squadre con Merle Fräbel, Hannes Orlamünder, Max Langenhan, Jessica Degenhardt e Cheyenne Rosenthal |
| 18 febbraio 2024 | Oberhof | Germania | Doppio sprint con Hannes Orlamünder                                                                        |
| 14 dicembre 2024 | Oberhof | Germania | Doppio con Hannes Orlamünder                                                                               |

### Coppa del Mondo juniores
- Vincitore della Coppa del Mondo juniores nel doppio nel 2018/19.

### Coppa del Mondo giovani
- Miglior piazzamento in classifica di Coppa del Mondo giovani nel doppio: 5° nel 2014/15.

### Campionati tedeschi
- 9 medaglie:
  - 2 ori (doppio, gara a squadre ad Altenberg 2024);
  - 5 argenti (gara a squadre ad Oberhof 2020, gara a squadre a Schönau am Königssee 2021, gara a squadre ad Altenberg 2022; doppio, gara a squadre a Winterberg 2025);
  - 2 bronzi (doppio, gara a squadre ad Oberhof 2023).